# Actinopus chilikuti
Espèce
Actinopus chilikuti est une espèce d'araignées mygalomorphes de la famille des Actinopodidae.

## Distribution
Cette espèce est endémique d'Argentine. Elle se rencontre dans les provinces de Santiago del Estero et de Formosa.

## Description
Le mâle holotype mesure 6,61 mm et la femelle paratype 9,57 mm.

## Systématique et taxinomie
Cette espèce a été décrite par Ríos-Tamayo et Goloboff en 2025.

## Publication originale
- Ríos-Tamayo & Goloboff, 2025 : « A new trapdoor spider of the genus Actinopus (Araneae, Mygalomorphae, Actinopodidae) from Argentina. » Zootaxa, no 5563(1), p. 255-263.